# Vạn An, Cát An
Vạn An (chữ Hán giản thể: 万安县, âm Hán Việt: Vạn An huyện) là một huyện thuộc địa cấp thị Cát An, tỉnh Giang Tây, Cộng hòa Nhân dân Trung Hoa. Huyện này có diện tích 2051 ki-lô-mét vuông, dân số năm 1999 là 281.079 người.. Mã số bưu chính của huyện Vạn An là 343800. 
Kinh tế huyện này chủ yếu là nông lâm nghiệp và khai khoáng. Ở đây có Nhà máy thủy điện Vạn An.

## Hành chính
Vạn An được chia ra làm 16 đơn vị hành chính cấp hương, gồm 9 trấn và 7 hương. Ngoài ra huyện này còn quản lí 2 đơn vị tương đương cấp hương khác
- Trấn: Phù Dung (芙蓉镇), Ngũ Phong (五丰镇), Kiến Đầu (枧头镇), Diêu Đầu (窑头镇), Bách Gia (百嘉镇), Cao Pha (高陂镇), Lộ Điền (潞田镇), Sa Bình (沙坪镇), Hạ Tạo (夏造镇)
- Hương: La Đường (罗塘乡), Đàn Tiền (弹前乡), Vũ Thuật (武术乡), Bảo Sơn (宝山乡), Giản Điền (涧田乡), Thuận Phong (顺峰乡), Thiều Khẩu (韶口乡)

Đơn vị ngang cấp hương khác
- Khu công nghiệp huyện Vạn An (万安县工业园)
- Khu khai khẩn Ma Nguyên (蔴源垦殖场)